# シャチ横内
シャチ横内（しゃち よこうち、英: Chati Yokouchi、1937年9月13日 - 1982年12月15日）は、愛知県名古屋市出身のプロレスラー。
本名は横内信一（よこうち しんいち）。リングネームは出身地・名古屋の名古屋城天守にある金の鯱が由来。

## 来歴
高校卒業後の1956年にブラジルへ移住し、起業するも失敗に終わる。その後アントニオ・ロッカに弟子入りしてプロレスラーとなり、南米を振り出しに欧州へ遠征。戦歴を重ね、1967年にアメリカへ活動の場を移した。
NWAトライステート地区ではフリーランス・レスラーの先達であるトーゴー・シクマこと清美川梅之との日本人コンビで活動、1967年5月16日にジャック・ブリスコ&ゴージャス・ジョージ・ジュニアを破り、同地区認定のUSタッグ王座を獲得している。1968年12月12日にはテキサス州アマリロにて、ミスター・イトーこと上田馬之助と組んでザ・ファンクスからアマリロ版のNWA世界タッグ王座を奪取。その後、ダニー・ホッジが保持するNWA世界ジュニアヘビー級王座に挑戦、王座を獲得するがクレームがつき、幻の王者となった。
1969年にはドリー・ファンク・ジュニアのNWA世界ヘビー級王座にも挑戦するなど、アメリカマット界での実績を重ね、同年9月には国際プロレスへ参加。14年ぶりの帰国を果たしたが、日本側を裏切り外国人側に付いてファイトしたため、ファンから憎悪を買った。当時、日本人選手のヒールは日本マット界では存在していなかったこともあり、国内における日本人ヒールの先駆けとなった（上田馬之助は横内を参考に後年、独自のヒール像を作り上げた）。
アメリカに戻ってからは国際プロレスで知り合った藤井康行と組み、1973年にはスチュ・ハートの主宰するカナダ・カルガリーのスタンピード・レスリングにてワイルド・サモアンズとインターナショナル・タッグ王座を争っている。
また、ミスター・セキのマネージャーとしても活動した。
引退後はフランスで日本人相手の旅行会社を経営していたが、1982年12月15日に交通事故に遭い死去。45歳だった 。

## 得意技
- クロス・チョップ

## 獲得タイトル
NWAトライステート
- NWA USタッグ王座（トライステート版）：5回（w / トーゴー・シクマ、チャック・カルボ×2、ヤス・フジイ×2）[2]

NWAウエスタン・ステーツ・スポーツ
- NWA世界タッグ王座（アマリロ版）：1回（ミスター・イトー）[3]

NWAオールスター・レスリング
- NWAカナディアン・タッグ王座（バンクーバー版）：1回（w / ヤス・フジイ）[6]

セントラル・ステーツ・レスリング
- NWA北米タッグ王座（セントラル・ステーツ版）：4回（w / ヤス・フジイ）[7]

ジョージア・チャンピオンシップ・レスリング
- NWAサウスイースタン・タッグ王座（ジョージア版）：1回（w / ヤス・フジイ）[8]

スタンピード・レスリング
- スタンピード・インターナショナル・タッグ王座：1回（w / ヤス・フジイ）[5]